# Aguaruna
Aguaruna, pleme američkih Indijanaca porodice Jivaroan, nastanjeno po mnogim rasipanim naseljima duž rijeka Marañón, Nieve, Potro, Mayo, Cahuapanas, Cenepa i Santiago u departmanima Amazonas, Cajamarca, Loreto i San Martín. Aguarune broje oko 45,000 duša. Njihova zemlje nalazi se na visini od 200 to 1,000 metara iznad mora. U ranom 20. stoljeću nastanjeni su na desnoj obali Río Marañón između Nieve i Apaga, odnosno (5° S, 78° W). 
U vrijeme španjolskog kontakta u ratu su s Inkama, a prvi ih kontaktira 1549. Juan de Salinas. Odnosi s bijelcima su loši a svoje napade na naselja bijelaca provode sve do 1930.-tih godina. Negdje 1970.-tih počinje njihova politička borba za prava na zemlju koju naseljavaju. 
Sela Aguaruna su polupermanentna, mogu imati do 150 stanovnika, te postaju sve više permanentnija,  što je rezultat potrebe da budu u blizini škola. -Vođa sela je poglavar apu ili kakájam.  magija još ima veliki utjecaj među njima, a imaju dva tipa šamana, to je iwishin ili tajímat tunchi, koji se bavi liječenjem, i čarobnjaka wawek tunchi. Wawek unchi je zli čarobnjak koji duhovnom strijelom može nanesti zlo nekoj osobi.
Današnji potomci opasnih Aguaruna-ratnika, prvih rođaka Jívaro Indijanaca bave se hortikulturom, lovom i ribolovom. uzgajaju slatku manioku, kukuruz, kikiriki, rižu, pamuk, duhan i druge kulture.  neki od njih bave se i uzgojem stoke, ili sakupljaju gumu i prodaju kože divljih životinja. 

## Vanjske poveznice
- Aguaruna
- Aguaruna
- AWAJUN - Los Aguaruna del Alto Mayo
- Fotos de Aguarunas, Perú